# Ліпограма
Ліпограма (грецьк. λειπογράμματος, leipográmmatos, де leipo — не вистачати та gramma — літера, риска, написання) — вірш, в якому бракує певного звука або групи звуків задля витворення особливого евфонічного ефекту. Таку функцію виконують асонанси та алітерації, вимагаючи від поета витонченого естетичного смаку.
Прикладом міг би стати жартівливий віршик Володимира Книра:
Жив, був, жив - 

не тужив.

Був, тужив 

би 
   
- не жив.